# SPOT Festival
SPOT Festival er en årlig musikfestival og kulturfaglig netværkskonference i Aarhus, hvis formål er at promovere dansk og nordisk musik til den danske og internationale musikbranche. Festivalen blev grundlagt i 1994. Tæt på to hundrede kunstnere og bands fra de fleste genrer af nutidig populærmusik - såsom rock, hiphop og elektronisk musik - spiller forskellige scener i byen, centreret omkring Det Jyske Musikkonservatorium og Musikhusets koncertsale. Omkring 8.000 mennesker deltager i de 100-200 koncerter, heraf 1.500 fra musikbranchen, hvoraf tæt på en fjerdedel kommer fra virksomheder i udlandet.
Oplægsholdere deltager også i paneldiskussioner og holder foredrag om forskellige emner i musikbranchen.
Festivalen modtager årligt tilskud fra Statens Kunstfond, Aarhus Kommune, en række af dansk musiklivs organisationer (DAF - Dansk Artist Forbund, DMF - Dansk Musiker Forbund, DPA - Danske Populær Autorer, Autor, KODA m.fl.) og har Tuborg som hovedsponsor.

## Festivalen

### Historie
SPOT Festival startede i 1994 som et nationalt initiativ, men efter kort tid blev et af festivalens primære fokusområder den danske og nordiske musiks internationale gennemslagskraft.
I perioden 1995 til 2020 blev festivalen arrangeret af ROSA - Dansk Rock Samråd og er fra og med 2021 drevet som en selvejende kulturinstitution.
Den politiske interesse for festivalen er vokset i takt med de kommercielle succeser fra acts som Mew, The Raveonettes og Junior Senior. I 2005 udråbte daværende kulturminister Brian Mikkelsen SPOT Festival til "den vigtigste musikalske begivenhed i Danmark" på grund af dets potentiale som et redskab til "netværk og musikeksport".

### SPOT+
SPOT+ er netværks- og konferencedelen på SPOT Festival, et årligt internationalt mødested for aktører inden for musik- og kulturbranche, samt medier m.fl. som i to dage mødes om seminarer, workshops, paneler, præsentationer og netværksmuligheder.

### Øvrige projekter
Udover gennemførelsen af den årlige SPOT Festival, arbejder SPOT sideløbende med en række andre projekter, hvis formål også er at sætte fokus på og medvirke til udviklingen af musiklivet. Det gælder projekter som Folk Spot Denmark i samarbejde med Tønder Festival, SPOT på Midten i samarbejde med en række midtjyske kulturinstitutioner og Udenfor Sæsonen i samarbejde med Musikhuzet Bornholm.

### Samarbejde
SPOT Festival har i de senere år samarbejdet med Music Export Denmark om et invitationsprogram af internationale delegerede (musikbranche-repræsentanter m.fl.) og med Promus om indhold og format på SPOT+ delen af SPOT Festival.

## Festivalen gennem årene

### Udvalgte navne
| 2014 |
| --- |
| Stine Bramsen, Ginger Ninja, Panamah, Kellermensch, Psyched Up Janis |
| 2015 |
| Alex Vargas, Av Av Av, Baby In Vain, Benal, Blaue Blume, Chinah, Eivør, Ericka Jane, First Hate, Folkeklubben, Hymns From Nineveh, Jonah Blacksmith, Julias Moon, Katinka, Kesi, Kwamie Liv, LISERSTILLE, Lord Siva, Lowly, Lukkif, Lydmor, Marvelous Mosell, Soleima, Susanne Sundfør |
| 2016 |
| Albin Lee Meldau, ANYA, Asger Techau, BEINTA – m. Anna Katrin Egilstrøð og Aarhus Symfoniorkester, Bremer/McCoy, CABAL, Citybois, Den Sorte Skole, DJ Static, Dúné, Emil Kruse, Frans Bak & Sound Of North, Freja Kirk, Girls In Airports, Go Go Berlin, Hudna, Ida Gard, Ida Wenøe & The Silver Cords, Jomi Massage, KAKKMADDAFAKKA, Karl William, Katrine Stochholm, Kristian Leth, Liss, Mames Babegenush, Mike Andersen, Nabiha, Palace Winter, Speaker Bite Me, Pernille Rosendahl, Phlake, PowerSolo, S!VAS, SAVEUS, The Kutimangoes, Tobias Rahim, WHO KILLED BAMBI + Steffen Brandt |
| 2017 |
| AddisAbabaBand, Athletic Progression, AySay, BaBa ZuLa, Bilal Irshed’s Trio, Communions, Death By Unga Bunga, Farveblind, Faustix, For Akia, Goss, Gurli Octavia, Hun Solo, Iris Gold, Jacob Dinesen Band, Kajsa Vala, Kalaha, Lord Siva, Mads Hansens Kapel, Mathias Heise Quadrillion, Noah Carter, Omar Souleyman, Palace Winter, Ravi Kumar, Rasmus Nøhr, Ihan Haydar, Shaka Loveless, Dorte Gerlach, Scarlet Pleasure, School of X, Shiny Darkly, The Rumour Said Fire, The Savage Rose, Total Hip Replacement, Velvet Volume, Vera, Yung                                              |
| 2018 |
| Abekejser, Afenginn, August Rosenbaum, BAEST, Barselona, Basco, Bisse, Bogfinkevej, Fribytterdrømme, Hôy La, Hugo Helmig, Jada, Kira Skov, Konvent, Marshall Cecil, Mike Sheridan, MONTI, Nelson Can, Rebecca Lou, Simon Lynge, Tako Lako, The Asteroids Galaxy Tour, The Attic Sleepers, When Saints Go Machine |
| 2019 |
| Aksglæde, Analogik, Angående Mig, Baby Did A Bad Thing, CLARA, Dawda Jobarteh, Erika De Casier, First Flush, FRAADS, Ginne Marker, Jenny Wilson, Kristina Holgersen & Leonora Christina Skov, Mads Langer, Malte Ebert, Marc Facchini, Mekdes, Nicklas Sahl, Patina, Selma Judith, Statisk, The Broken Beats, Tomas Høffding, UNDERTEKST, ZAAR, Århus Sinfonietta |
| 2020 |
| På grund af COVID-19 pandemien blev SPOT Festival ikke gennemført i 2020. |
| 2021 |
| Andreas Odbjerg, Astrid Cordes, Barbro, Benny Jamz, Bjonko, Blæst, Brimheim, Caius, Calby, Danser Med Piger, Dayyani, Dopha, EmmaDop, FABRÄK, Ganger, GRETA, Guldimund, Ida Laurberg, iomfro, JJ Paulo, Julie Pavon, Kh Marie, Lucky Lo, Mina Okabe, Pauline, Selina Gin, Sorten Muld, Springer, Svaneborg Kardyb |
| 2022 |
| Aphyxion, Brenn., Dizzy Mizz Lizzy, Eee Gee, H.E.R.O., Icekiid, Joe & The Shitboys, Kalaset, Pater, Pil, Pind, Prisma, Rikke Thomsen, Shooter Gang, Sylfide, Søs Gunver Ryberg & Aarhus Symfoniorkester, Thorbjørn Risager & The Black Tornado, Xander Linnet, Zar Paulo |